# Дзіоба Валентин Іванович
Валентин Іванович Дзіоба (5 лютого 1947, Маріуполь) — український футболіст, нападник.

## Життєпис
1963 року став гравцем клубу «Азовець». Два наступні роки провів у дублі донецького «Шахтаря». Військову службу проходив у команді СК «Чернігів». Після демобілізації став чемпіоном УРСР у складі криворізького «Кривбасу».
Кольори маріупольської команди захищав протягом тринадцяти сезонів. Рекордсмен клубу за проведеними матчами (449) і забитими м'ячами (106). Валентин Дзіоба і Євген Дерев'яга в один день забили по сто голів у чемпіонаті УРСР, але останній відзначився на 15 хвилин раніше і тому клуб найрезультативніших гравців турніру другої ліги серед українських команд носить його ім'я. А Валентин Дзіоба посідає у ньому тринадцяте місце — 116 голів.
По завершенні ігрової кар'єри став дитячим тренером.

## Досягнення
- Чемпіон УРСР (1): 1975
- Кращий бомбардир другої ліги (1): 1974 (18 голів)[3]

## Статистика
| Сезон | Команда                | Ліга | Ігри | Голи |
| ----- | ---------------------- | ---- | ---- | ---- |
| 1965  | «Шахтар» (Горлівка)    | D3   | 1    | 0    |
| 1966  | «Азовець»              | D3   | 37   | 10   |
| 1967  | «Азовець»              | D3   | 40   | 15   |
| 1968  | «Азовець»              | D2   | 34   | 2    |
| 1969  | «Азовець»              | D2   | 32   | 3    |
| 1970  | «Азовець»              | D3   | 16   | 1    |
| 1971  | «Металург»             | D3   | 45   | 9    |
| 1972  | «Металург»             | D3   | 25   | 6    |
| 1973  | СК «Чернігів»          | D3   |      | 16   |
| 1974  | СК «Чернігів»          | D3   |      | 18   |
| 1975  | «Кривбас» (Кривий Ріг) | D3   | 36   | 10   |
| 1976  | «Новатор»              | D3   | 27   | 6    |
| 1977  | «Новатор»              | D3   | 40   | 13   |
| 1978  | «Новатор»              | D3   | 33   | 14   |
| 1979  | «Новатор»              | D3   | 45   | 13   |
| 1980  | «Новатор»              | D3   | 39   | 5    |
| 1981  | «Новатор»              | D3   | 36   | 9    |